# 努瓦西勒塞克
努瓦西勒塞克（法語：Noisy-le-Sec，法語發音：[nwazi lə sɛk] ⓘ）是法國塞纳-圣但尼省市鎮，位于巴黎東郊，属于博比尼区。

## 历史
一战期间，努瓦西勒塞克的火車站曾是法國規模最大的常规运兵車站。二戰期間，由於努瓦西勒塞克是一個鐵路樞紐，因此這裡對德國的抵抗運動十分活躍。努瓦西勒塞克也因此獲得了法國政府頒發的勳章。1944年4月18日至19日，努瓦西勒塞克车站被盟军以飞机轰炸，以瘫痪德军的撤退计划。

## 地理
努瓦西勒塞克（48°53'27"N, 2°27'13"E）面积5.04 平方千米，位于法国法蘭西島大區塞纳-圣但尼省，该省份为法国北部内陆省份，毗邻巴黎。
与努瓦西勒塞克接壤的市镇（或旧市镇、城区）包括：庞坦、博比尼、邦迪、蒙特勒伊、罗曼维尔、罗尼苏布瓦。
努瓦西勒塞克的时区为UTC+01:00、UTC+02:00（夏令时）。

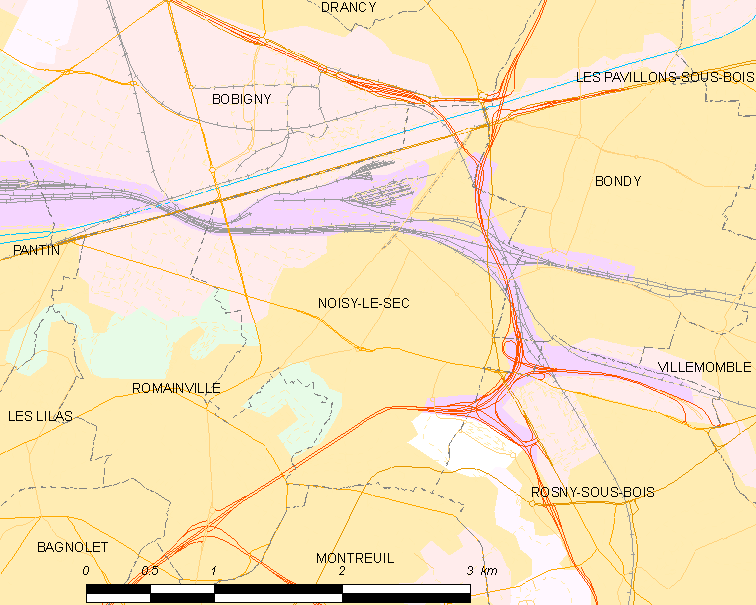
努瓦西勒塞克的OSM定位图

## 行政
努瓦西勒塞克的邮政编码为93130，INSEE市镇编码为93053。

## 政治
努瓦西勒塞克所属的省级选区为博比尼县。

## 交通
大區快鐵E線途經努瓦西勒塞克车站，分成E2和E4两条支线。

## 人口

1962-2008年间努瓦西勒塞克人口变化图示

努瓦西勒塞克于2022年1月1日时的人口数量为45915人。